# Saratoga Trunk

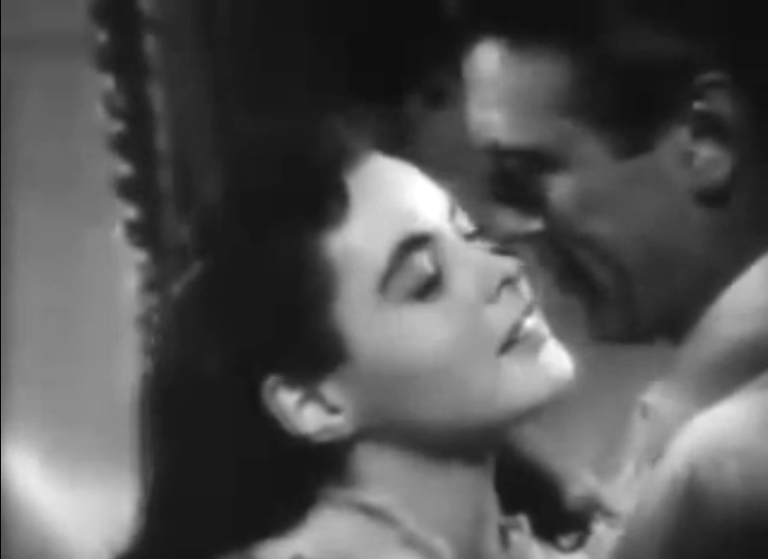
Gary Cooper and Ingrid Bergman in de filmtrailer

Saratoga Trunk is een Amerikaanse dramafilm uit 1945 onder regie van Sam Wood.

## Verhaal
Clio Dulaine keert na de dood van haar moeder terug naar New Orleans. Ze willen er zich wreken op de familie van haar vader. Bovendien wil ze er een rijke man aan de haak slaan. Ze valt echter voor de gokker Clint Maroon.

## Rolverdeling
| Acteur         | Personage             |
| -------------- | --------------------- |
| Gary Cooper    | Kolonel Clint Maroon  |
| Ingrid Bergman | Clio Dulaine          |
| Flora Robson   | Angelique Buiton      |
| Jerry Austin   | Cupidon               |
| John Warburton | Bartholomew Van Steed |
| Florence Bates | Sophie Bellop         |
| Curt Bois      | Augustin Haussy       |
| John Abbott    | Roscoe Bean           |
| Ethel Griffies | Clarissa Van Steed    |
| Marla Shelton  | Mevrouw Porcelain     |
| Helen Freeman  | Mevrouw Dulaine       |
| Sophie Huxley  | Charlotte Dulaine     |
| Fred Essler    | Mijnheer Begue        |
| Louis Payne    | Raymond Soule         |
| Sarah Edwards  | Juffrouw Diggs        |